# Partido de Conciliação Nacional
O Partido de Conciliação Nacional ou PCN (em espanhol: Partido de Conciliación Nacional) é um partido político conservador de El Salvador. Nos anos 1960 e 1970 foi o partido mais forte do país.